# Radikal-Soziale Freiheitspartei

Bundestagswahlkampf 1949: Mitglieder der RSF-Kreisgruppe Norden demonstrieren gegen den niedersächsischen Ministerpräsidenten Kopf

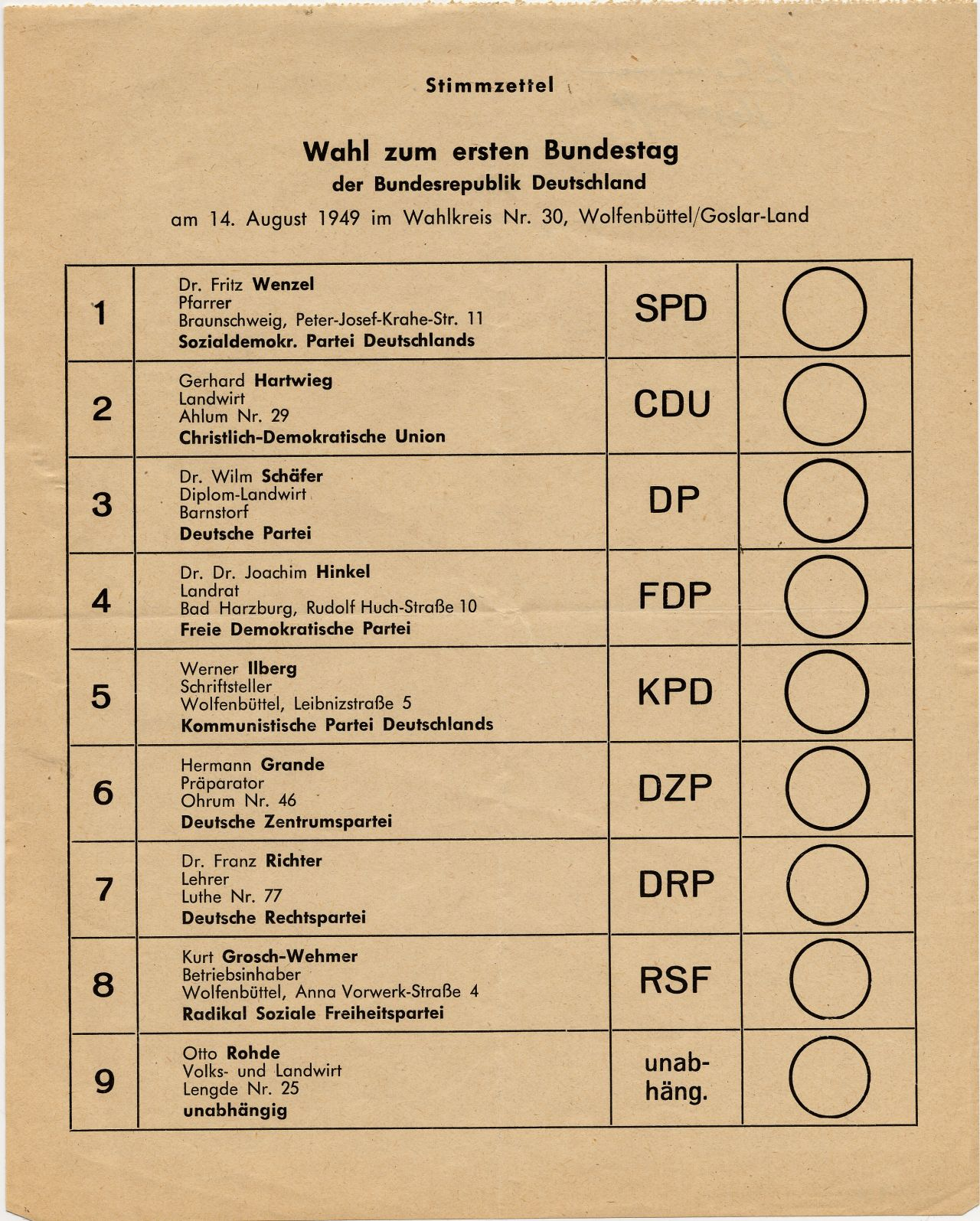
Stimmzettel bei der ersten Bundestagswahl 1949

Die Radikal-Soziale Freiheitspartei (Kurzbezeichnung: RSF) war eine Partei, die 1946 in Düsseldorf gegründet wurde und 1950 in der damals neu gegründeten Frei-Sozialen Union (FSU) aufging. Sie war der parteipolitische Arm der von Silvio Gesell begründeten Freiwirtschaftsbewegung in der Britischen Besatzungszone und nahm sowohl an der Bundestagswahl 1949 als auch an verschiedenen Landtags- und Kommunalwahlen der Bundesrepublik teil, wobei sie 1949 einen Sitz in der Hamburgischen Bürgerschaft errang.

## Geschichte
Zu den Gründerpersönlichkeiten der am 27. Januar 1946 in Düsseldorf gegründeten RSF gehörten der Architekt Richard Batz, Mitglied des Fisiokratischen Kampfbundes und ihr 1. Vorsitzender; des Weiteren Aloys Kokaly, der Vorsitzende des Freiwirtschaftlichen Jugendverbandes e. V. und spätere Herausgeber der biotechnischen Schriftenreihe IMPLOSION, sowie der Bundesbahnrat Peter Thielen.
Der neuen Partei schlossen sich im Februar 1946 weitere freiwirtschaftlich orientierte Parteien an. Dazu gehörten die Deutsche Friedenspartei mit Sitz in Köln, die ostfriesische Freiwirtschaftliche Partei (Aurich), die Radikal-Sozialistische Freiheitspartei (Bottrop) und die Frei-Wirtschaftspartei (Solingen) an. Das gemeinsam herausgegebene Parteiprogramm enthielt unter anderem die Forderung der Einführung des Freigeldes und der Abschaffung des privaten Eigentums (nicht der privaten Nutzung) von Boden. Die Grundrente sollte nach diesem Programm den Müttern entsprechend ihrer Kinderzahl zugeführt werden. Alle wirtschaftlichen und persönlichen Angelegenheiten einschließlich der Ehe sollten weitgehend dem Zugriff durch den Staat entzogen werden. Die Wahrnahme der öffentlichen Aufgaben sollte möglichst dezentral durch eine demokratische Selbstverwaltung erfolgen. Gefordert wurde auch der Abbau nationaler Grenzen und damit die völlige Freizügigkeit von Menschen und Gütern.
Bei den Bürgerschaftswahlen in Hamburg erzielte sie 1949 (wo sie bereits 1946 kandidiert hatte) mit 2,0 % der gültigen Stimmen einen Sitz (Abgeordneter war Willi Eberlein), da es noch keine Fünf-Prozent-Hürde gab. Bei den Landtagswahlen 1950 in Nordrhein-Westfalen erzielte sie ebenfalls 2,0 %.
Bei der Bundestagswahl 1949 gewann die RSF bundesweit 0,9 % der Stimmen. Das höchste Ergebnis lag im Wahlkreis Flensburg bei 3,8 %, in Nordrhein-Westfalen bei 2,1 %, in Hamburg bei 1,5 %, in Bremen bei 2,1 % der Stimmen.
Im Jahr 1950 ging die RSF in der Frei-Sozialen Union auf.

## Landtagswahlen
| Jahr | Land                | Ergebnis | Sitze |
| ---- | ------------------- | -------- | ----- |
| 1946 | Hamburg             | 0,714    | 0     |
| 1947 | Bremen              | 1,101    | 0     |
| 1949 | Hamburg             | 1,965    | 1     |
| 1950 | Nordrhein-Westfalen | 1,982    | 0     |